# Nellie Martel
Nellie Martel, född 1855, död 1940, var en australisk feminist. 
Hon blev 1903, tillsammans med Mary Moore-Bentley, Vida Goldstein och Selina Siggins, en av de första fem kvinnor som ställde upp i Australiens federala parlament (ingen av dem vann dock valet).